# Protektorátní koruna

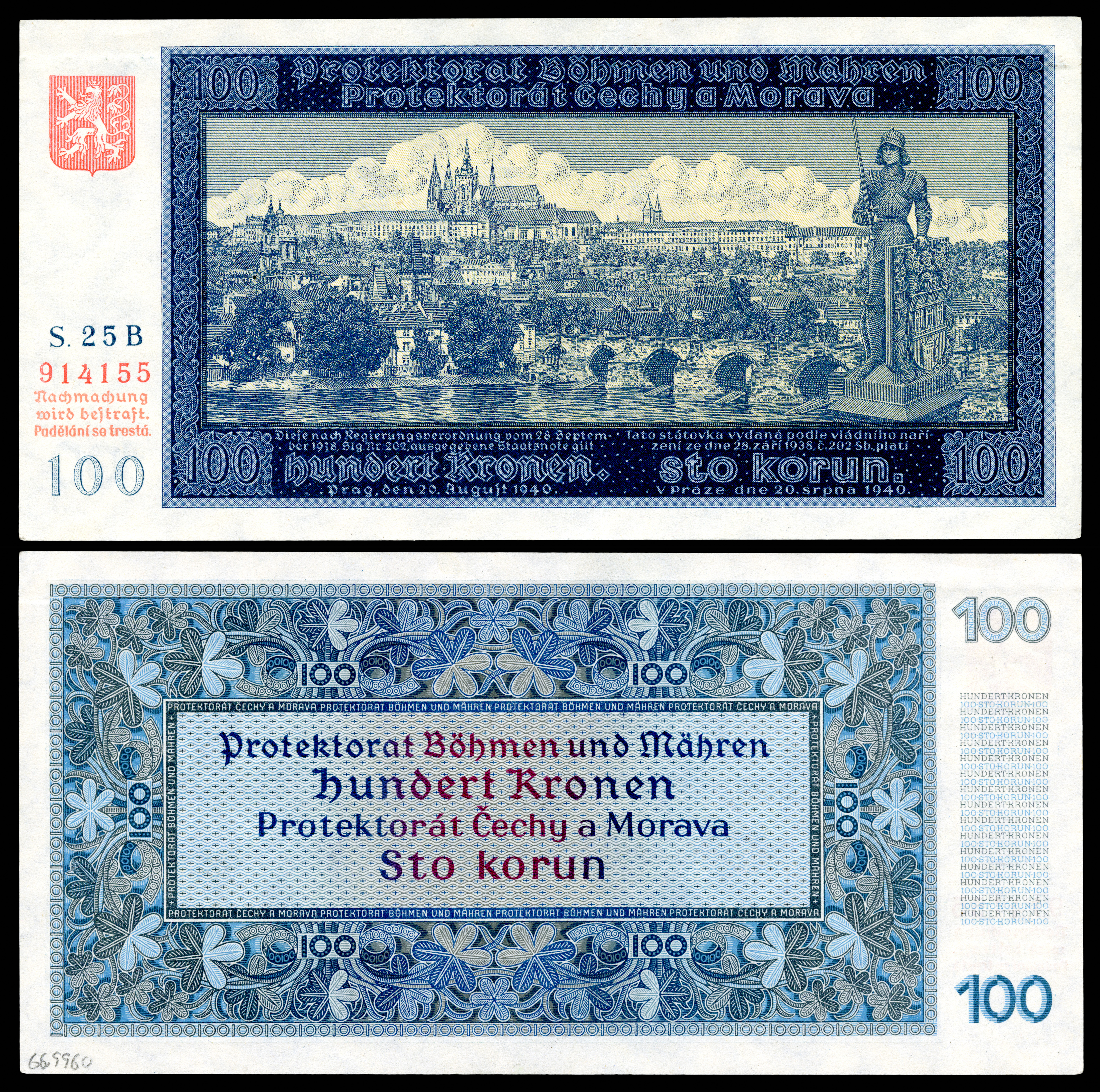
Protektorátní státovka 100 Korun na aversu s Pražským hradem a Karlovým mostem

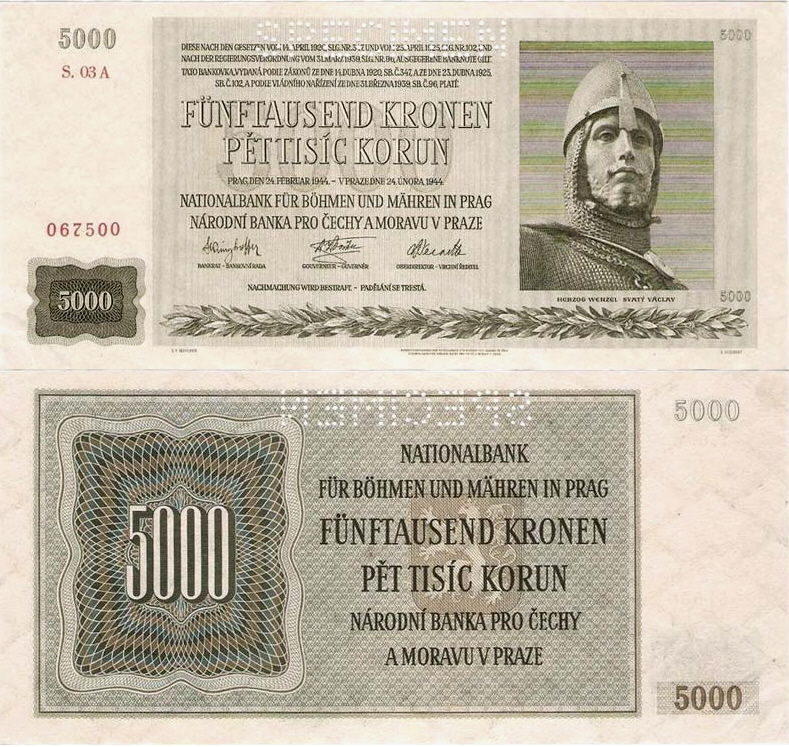
Protektorátní bankovka 5 000 Korun na aversu se svatým Václavem

Protektorátní koruna (zkratka K) byla měnová jednotka v letech 1939–1945 na území Protektorátu Čechy a Morava, zřízeném v březnu 1939 po zahájení německé okupace Čech, Moravy a Slezska. Na slovenském území bývalé československé republiky byl vyhlášen samostatný Slovenský štát s vlastní měnou, slovenskou korunou.
Československá národní banka změnila 31. března 1939 název na Národní banku pro Čechy a Moravu. Fakticky byla v podřízeném postavení Říšské bance, jejíž zmocněnec měl vliv na činnost národní banky.  Protektorát se 1. října 1940 stal součástí říšského celního území, kdy koruna přestala existovat jako samostatná měna. Zánik autonomie v devizovém sektoru byla důsledkem celní unie. Ke zrušení došlo u samostatného platebního styku Protektorátu se zahraničím.
Bankovky Československa zůstaly v oběhu až do konce roku 1944. Prvními provizorními protektorátními státovkami byly v roce 1940 ručně přetištěné československé jednokoruny a pětikoruny, s českým a německým přetiskem Protektorát Čechy a Morava na aversu; mnohé se však do oběhu dostaly bez přetisku. V roce 1940 byly zavedeny protektorátní mince 10, 20 a 50 haléřů a roku 1941 pak mince 1 koruna. Jejich ražba probíhala v továrně na nábytek Vichr a spol. v Lysé nad Labem z technického zinku.  Protektorátní platidla 1, 5, 10, 20, 50 a 100 korun byla vydávána jako státovky. Protektorátní bankovky hodnot 500, 1 000 a 5 000 korun, které měnu postupně doplnily od roku 1942, byly emitovány jako bankovky Národní banky pro Čechy a Moravu. Bankovky protektorátní měny byly dvoujazyčné, německočeské.
Kurz protektorátní koruny byl uměle stanoven v poměru k říšské marce, a to 1 RM : 10 K. Tato skutečnost vedla k drancování českých a moravských obchodů, když němečtí okupanti a říšští Němci v kurzu, který neodpovídal reálné hodnotě (ta byla asi 1 : 6), vykupovali zboží, potraviny, alkohol. Se začátkem druhé světové války byl zaveden přídělový systém. Přes cenovou regulaci, úředně stanovené spotřebitelské ceny, nastala v Protektorátu vysoká inflace. Mezi březnem 1939 až dubnem 1945 ceny vzrostly o 62 % a velkoobchodní ceny o 59 %.

## Přehled protektorátních korun
|        | 1 koruna |
| ------ | -------- |
| 1941   | ?        |
| 1942   | ?        |
| 1943   | ?        |
| 1944   | ?        |
| celkem | 102 817  |

? počet neuveden